# Attentat auf den Mächtigen
Attentat auf den Mächtigen ist ein deutsches Filmdrama in Schwarzweiß aus dem Jahr 1969 von dem Regisseur Herbert Ballmann. Das Drehbuch verfasste Gerd Angermann. Es beruht auf dem gleichnamigen Roman von Edzard Schaper. Die Hauptrollen sind mit Norbert Hansing, Claudia Wedekind, Volker Brandt und Friedrich Maurer besetzt. Zum ersten Mal zu sehen war der Film am 17. Dezember 1969 im Programm des Zweiten Deutschen Fernsehens (ZDF).

## Handlung
Der Film spielt 1901 in einem Kurort im Taunus nahe Frankfurt am Main. Es hat sich hoher Besuch aus Russland angekündigt: der Erzieher des Zarenprinzen und Kirchenminister Pobjodonoszew. Dieser will hier einen Erholungsurlaub verbringen und gleichzeitig die Gelegenheit wahrnehmen, mit dem zu Besuch weilenden deutschen Kaiser Wilhelm II. über die Bedrohung des christlichen Abendlandes durch den modernen Nihilismus zu sprechen. Weil dem Gast der Ruf vorausgeht, in Russland als der bestgehasste Mann zu gelten, fürchten Regierungskreise zu Recht die Gefahr, dass auf ihn ein Attentat verübt werden könnte. Der Referendar von Diebitsch wird deshalb mit der Überwachung des Kirchenfürsten beauftragt.
Diebitschs Mitarbeiter, dem Wachtmeister Paul, gelingt es, ein polnisches Grafenpaar, das sich als Hochzeitspärchen getarnt hat, zu verhaften. Für Diebitsch beginnt nun eine Reihe von Komplikationen, die in der Dienstanweisung nicht vorgesehen sind und von ihren Bestimmungen nicht erfasst werden. Der Kirchenmann nämlich ordnet nach einer Aussprache mit den beiden Polen unverzüglich deren Freilassung an. Diebitsch kommt Tag und Nacht nicht mehr zur Ruhe; doch zum Schluss löst sich alles in Wohlgefallen auf: Der Kirchenminister erfreut sich bester Gesundheit; die verhinderten Attentäter reisen ab (in diesem Punkt weicht der Film vom Roman ab, wo sich zwischen der Polin Sofia und dem alten Kirchenmann eine Art Freundschaft anspinnt) und dem strapazierten Regierungsreferendar winkt ein Orden.

## Kritiken
Der Evangelische Film-Beobachter zieht folgendes Fazit: „Nur zum Teil geglückter Fernsehfilm nach dem gleichnamigen Roman von Schaper, der sich vorwiegend in karikierender Manier das Beamtentum der wilhelminischen Ära vornimmt, die in der Person eines zaristischen Kirchenministers intentierte Menschlichkeit jedoch nur andeutungsweise ins Spiel bringt.“